# Antonio Smith
Antonio DeShonta Smith (Oklahoma City, 21 ottobre 1981) è un giocatore di football americano statunitense che gioca nel ruolo di defensive end per i Denver Broncos della National Football League (NFL). Fu scelto nel corso del quinto giro (135º assoluto) del draft NFL 2004 dagli Arizona Cardinals. Al college giocò a football alla University State of Oklahoma.

## Carriera professionistica

### Arizona Cardinals
Smith fu scelto nel corso del quinto giro del Draft 2004 dagli Arizona Cardinals. Nella sua stagione da rookie disputò solamente 2 partite. Nel 2005 giocò 11 partite di cui 8 da titolare con 16 tackle totali e 3 sack. Nel 2006 giocò 16 partite di cui 8 da titolare con 25 tackle, 2,5 sack e 2 fumble recuperati di cui uno ritornato in touchdown.
Nel 2007 giocò 16 gare di cui 13 da titolare con 44 tackle totali, 5,5 sack, un fumble forzato e 3 recuperati. Nell'ultima stagione coi Cardinals, giocò 16 partite di cui 10 da titolare con 41 tackle, 3,5 sack, 2 fumble forzati e 3 recuperati.

### Houston Texans

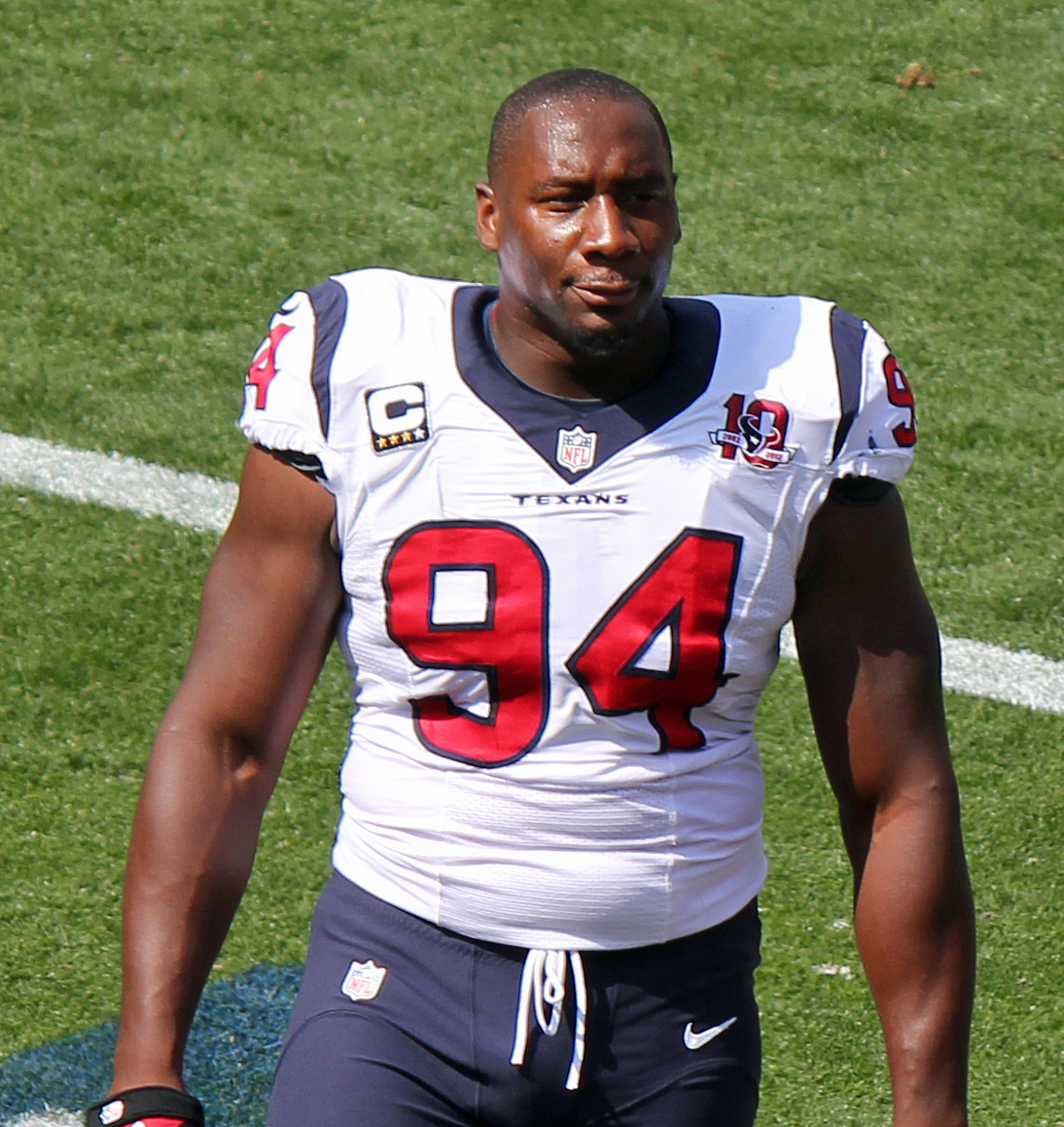
Smith con la maglia dei Texans.

Dopo la fine dell'avventura coi Cardinals, Smith firmò come free agent il 1º maggio 2009 un contratto di 5 anni del valore di 35,5 milioni di dollari con gli Houston Texans per sostituire il partente Anthony Weaver. Giocò 16 partite di cui 15 da titolare con 34 tackle, 4,5 sack, 2 fumble forzati e 2 recuperati e un passaggio deviato. Nel 2010 giocò 16 gare tutte da titolare con 38 tackle totali, 4 sack, un fumble forzato e due passaggi deviati. Nel 2011 disputò tutte le 16 partite come titolare con 28 tackle, 6,5 sack, un fumble forzato e 3 passaggi deviati.
Il 14 settembre 2012 venne multato dalla NFL di 21.000 dollari per avere sferrato un calcio al giocatore dei Miami Dolphins Richie Incognito. Nella settimana 7 della stagione 2012, i Texans si portarono su un record di 6-1 dominando i Baltimore Ravens per 43-13 con Smith che mise a segno due sack su Joe Flacco. La sua annata si concluse disputando ancora tutte le 16 gare come titolare con 31 tackle, 7 sack, 2 fumble forzati, uno recuperato e 3 passaggi deviati. Il 19 agosto 2013 durante la pre-stagione venne sospeso per una settimana dalla NFL per aver tolto il casco e colpito con esso ancora Richie Incognito. Il 29 novembre venne multato dalla NFL di 15.750 dollari per aver fatto un eccesso di violenza sul quarterback dei Jacksonville Jaguars Chad Henne. Nel 2013 disputò 15 partite tutte da titolare con 30 tackle, 5 sack, un fumble forzato e un passaggio deviato.

### Oakland Raiders
Il 14 marzo 2014, Smith firmò con gli Oakland Raiders un contratto biennale del valore di 9 milioni di dollari. Fu svincolato il 31 marzo 2015.

### Denver Broncos
Il 2 aprile 2015, Smith firmò un contratto annuale del valore di due milioni di dollari con i Denver Broncos.

## Palmarès

### Franchigia
- Super Bowl : 1

Denver Broncos: 50
- National Football Conference Championship: 1

Arizona Cardinals: 2008
- American Football Conference Championship: 1

Denver Broncos: 2015

### Individuale
- Convocazioni al Pro Bowl: 1

2011

## Statistiche
| Partite totali      | 140  |
| Partite da titolare | 117  |
| Tackle totali       | 287  |
| Sack                | 41,5 |
| Intercetti          | 0    |
| Fumble forzati      | 10   |

Statistiche aggiornate alla stagione 2013